# Peter Andersson (basket-ball)
Pour les articles homonymes, voir Peter Andersson et Andersson.
Peter Andersson, né le 11 juillet 1958 à Västerås, en Suède, est un ancien joueur suédois de basket-ball.